# Placas de Malden
Las placas de Malden, o colectivamente tesoro de Wulfing, son ocho placas de cobre elaboradas por pueblos de la cultura misisipiana. Fueron descubiertos en Dunklin (Misuri) en 1906 por un granjero, mientras araba un campo al sur de Malden. Estas placas hecha de cobre repujado fueron fundamentales para que los arqueólogos desarrollaran el concepto conocido como Complejo Ceremonial del Sudeste.

## Historia
Las ocho placas están hechas en el estilo Braden tardío asociado con el sitio de Cahokia, al oeste de Illinois, el principal centro de  la cultura misisipiana. Se cree que datan de finales del siglo XIII o principios del XIV. Los restos de talleres de cobre descubiertos cerca del montículo 34 en Cahokia son hasta ahora los únicos talleres de cobre encontrados en un sitio arqueológico de la cultura misisipiana. Las placas de Wulfing representan aves rapaces e híbridos de aves y humanos. Se representan con cabezas tanto como de aves rapaces, incluso dobles cabezas de rapaz en el cuerpo de un ave estilizada, con garras naturalistas.  Las placas fueron encontradas enterradas en un campo sin montículos de plataformas conocidos ni yacimientos urbanos en las inmediaciones. Debieron de haber sido muy utilizados antes de su entierro, ya que cada placa muestra múltiples episodios de trabajos de reparación aborígenes, incluyendo reparaciones con parches y grietas remachadas.

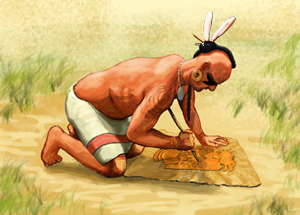
Dibujo artístico de un cahokiano elaborando una placa de cobre repujado

El granjero que las encontró, Ray Groomes, las halló mientras araba su campo más profundamente de lo normal. Cuando notó que algo brillante y reflectante brillaba en el surco recién arado, encontró algunos trozos de cobre. Al inspeccionarlas más a fondo, encontró que las placas estaban enterradas en un ángulo de 45° y con los extremos hacia arriba. Las placas estaban apiladas y Groomes declaró más tarde que no parecía haber mucha tierra entre ellas. Groomes vendió las placas y en el plazo de un año fueron adquiridas por John Max Wulfing, en cuyo honor llevan ahora el nombre. Posteriormente, Wulfing entregó las placas a la Universidad Washington en San Luis, que a su vez las prestó al Museo de Arte de Saint Louis, donde han estado en exhibición durante muchos años. 
Las ocho placas se denominan de la A a la H. Con la excepción de la placa B, que tiene dos cabezas, todas las figuras miran hacia la derecha. A todas las placas les falta la mayoría de las secciones de la cola debido a que fueron golpeadas por el arado de Groomes. Algunas de las placas muestran una mayor sofisticación en el diseño artístico y algunas de las placas muestran una mayor calidad en la manufactura de las placas de cobre básicas. Estas cualidades no se correlacionan, ya que algunos de los diseños artísticamente más refinados están en placas de cobre de calidad inferior y algunas de las mejores placas tienen diseños menos sofisticados. Esto sugiere que la producción de las placas y el estampado de los diseños se dividía entre un calderero capacitado, que convertía las pepitas de cobre en bruto en placas, y un especialista artístico que hacía el trabajo de repujado. Esta división del trabajo en la artesanía es inusual en los pueblos aborígenes. 

### Placa A

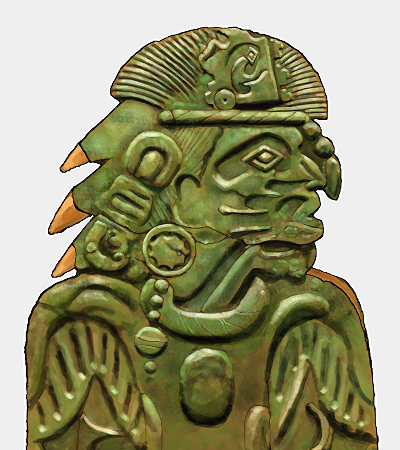
Detalle del tocado de la placa A

La placa A, la única placa de ave con cabeza antropomórfica encontrada en el escondite de Wulfing, mide 30 centímetros (11,8 plg)  de largo por 13,5 centímetros (5,3 plg) de ancho y pesa 84 gramos (3 oz). La cabeza humana tiene el motivo de ojo bifurcado, mechón de cuentas, orejera, motivo de mano sobre la boca y nudo de pelo occipital asociado con el "Hombre pájaro" del Complejo Ceremonial y Artístico Misisipiano (MACC).  Entre las placas de cobre del Misisippi, la representación naturalista de la cabeza humana de la Placa A es la que más se asemeja al tratamiento de las figuras humanas de las placas de Etowah Rogan. También tiene un tocado elaborado con lo que pueden ser plumas y un rostro humano agnato (sin mandíbula) más pequeño con un motivo que rodea el ojo bifurcado, orejeras y un distintivo dispositivo similar a una corona almenada. Este rostro es similar a un artefacto encontrado en un entierro en el condado de Fulton (Illinois) conocido como la máscara Emmons, una cabeza de cedro cubierta de cobre con motivos de ojos bifurcados pintados con galena y el distintivo dispositivo almenado. Se cree que esta cabeza de madera es una pieza de tocado real que se usa de manera similar a como se representa en la placa A, e incluso tiene agujeros para sujetarla a un tocado en esta posición.

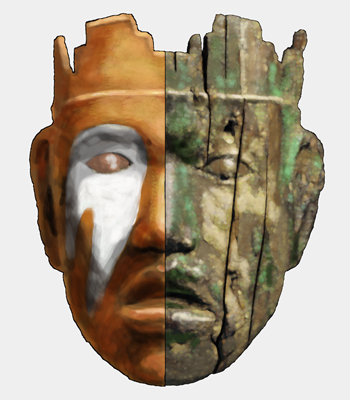
Máscara de Emmons

### Placa B

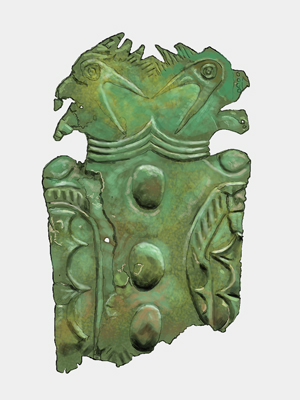
Placa B

La placa B es la única ave bicéfala del grupo, con las cabezas unidas en el cuello y mirando en direcciones opuestas. Mide 25,1 centímetros (9,9 plg)pulgadas  de largo por 16,1 centímetros (6,3 plg) de ancho y pesa 112,3 gramos (4 oz). La placa B es la única del tesoro de Wulfing que tiene tres manchas ventrales ubicadas centralmente y dos manchas semicirculares a cada lado del abdomen. Entre las placas de cobre de Misisipi, esta ave de dos cabezas es la que más se asemeja a la composición de la placa de 10,5 pulgadas (26,7 cm) de largo de “pájaros peleando”  de longitud encontrada por Warren K. Moorehead en un entierro en el Montículo C en Etowah.

### Placa C

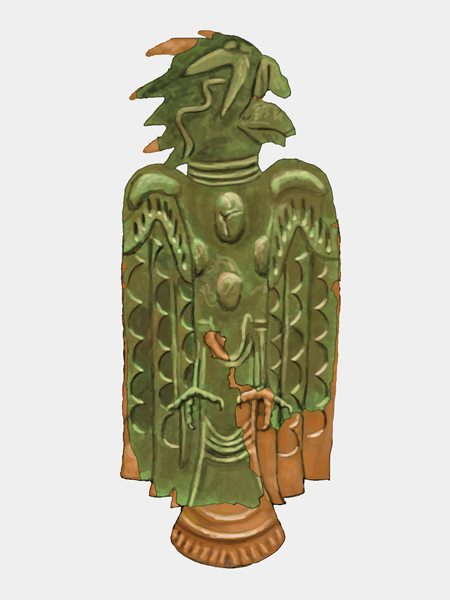
Placa C, con cola reconstruida basada en la placa de Upper Bluff Lake

La placa C es la única de las placas que tiene una línea ondulada que emana del motivo del ojo bifurcado. Mide 33,5 centímetros (13,2 plg) de largo por 14,5 centímetros (5,7 plg) de ancho y pesa 124,5 gramos (4,4 oz), la más pesada del conjunto. 

### Placa D
La placa D es la única de las placas que tiene solo un punto ventral ubicado centralmente. Es posible que este no haya sido el caso cuando se produjo originalmente, ya que una rotura reparada en el centro de la placa parece haber sido solucionada omitiendo la sección central de la placa. 
La placa mide 31,2 centímetros (12,3 plg) de largo por 13 centímetros (5,1 plg) de ancho y pesa 94,5 gramos (3,3 oz).

### Placa E

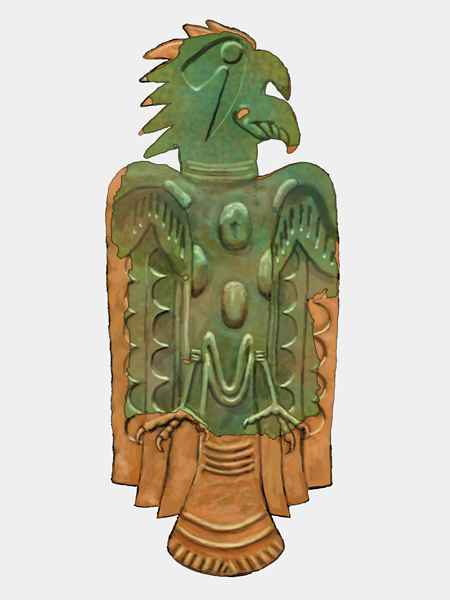
Placa E

La placa E mide 25,3 centímetros (10,0 plg)  de largo por 14,2 centímetros (5,6 plg) de ancho y pesa 63,7 gramos (2,2 oz) . 

### Placa F

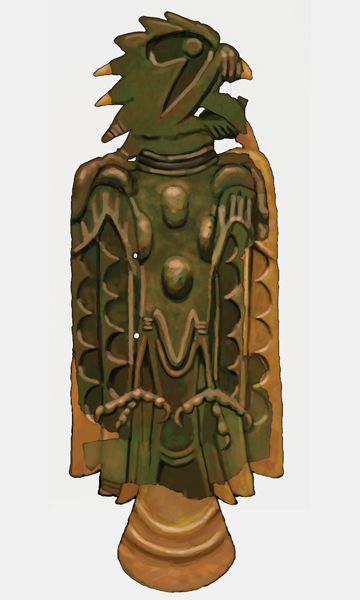
Placa F

La placa F mide 28,6 centímetros (11,3 plg) de largo por 11,2 centímetros (4,4 plg) de ancho y pesa 61 gramos (2,2 oz). Tiene dos agujeros perforados ubicados verticalmente en el lado izquierdo de la placa, posiblemente utilizados para fijarla a otra superficie o a un tocado.

### Placa G
La placa G mide 31,7 centímetros (12,5 plg) de largo por 13 centímetros (5,1 plg) de ancho y pesa 89,7 gramos (3,2 oz). Esta placa es la que fue reparada más veces comparada con las otras placas. 

### Placa H
La placa H es la más fragmentaria del grupo y consta de dos piezas. Mide 22 centímetros (8,7 plg) de largo por 12,3 centímetros (4,8 plg)pulgadas de ancho y un peso 40,7 gramos (1,4 oz), la más ligera del grupo. 

## Placas estilo Malden
Ahora se cree que muchas placas similares encontradas en otros estados provienen del mismo taller, si no del mismo artista, que el tesoro de Wulfing. Los sitios del descubrimiento de estas otras placas abarcan todo el medio Oeste de Estados Unidos. Entre ellas se incluyen la placa de halcón de Upper Bluff Lake del sur de Illinois, la placa de Edwards del norte de Illinois, la placa de Toul Creek de Arkansas, la placa de Reed Mound de Oklahoma  y la placa de Wilcox del centro-oeste de Florida. Se han agrupado como "estilo Malden" para aves repujadas de cobre del Misisippi. Los arqueólogos especulan que las colas faltantes de las placas de Malden probablemente se parecían a la cola de la placa de Upper Bluff Lake, cuya mitad inferior está prácticamente intacta.  Las placas también muestran vínculos estilísticos con placas encontradas en entierros en Etowah Mounds en Georgia (placas de Etowah) y Spiro Mounds en Oklahoma . 

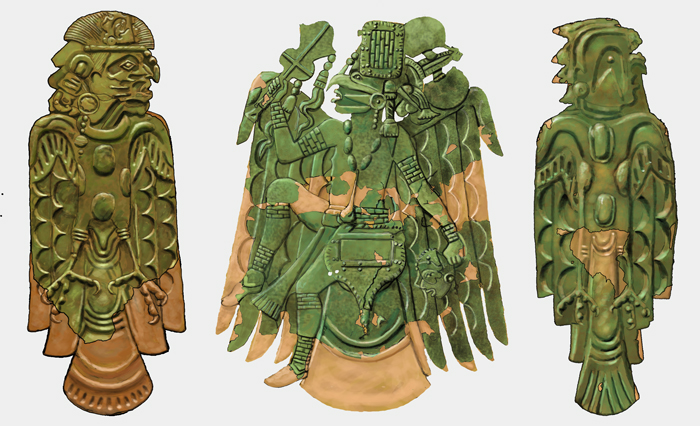
Placas de Malden, Etowah y Spiro (la de la izquierda es Malden A)
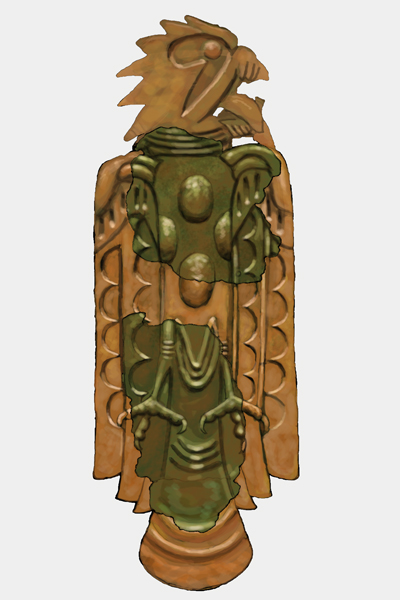
Placa de Reed Mound del este de Oklahoma
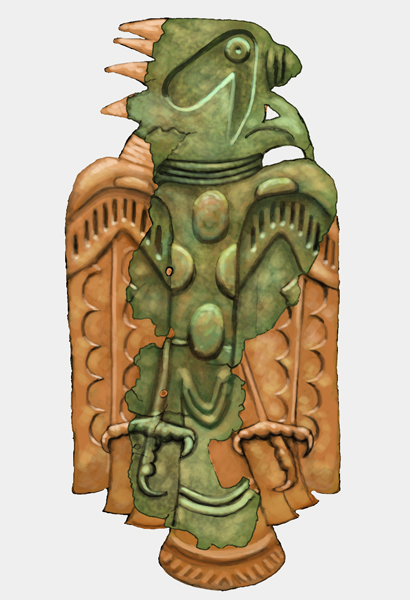
Placa de Toul Creek del norte de Arkansas
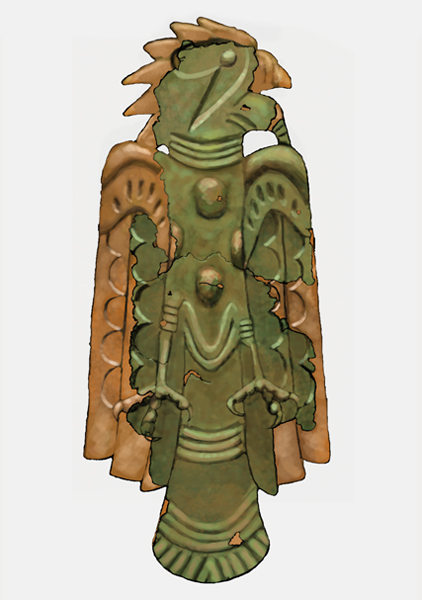
Placa con forma de halcón del lago Upper Bluff, del sur de Illinois
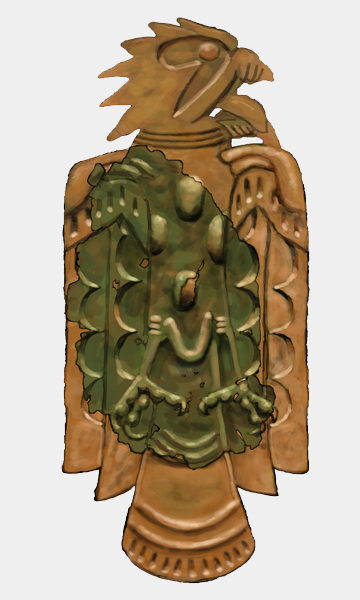
Placa de Wilcox del oeste de Florida